# Ebeleben
Ebeleben település Németországban, azon belül Türingiában. Lakosainak száma 2730 fő (2023. december 31.).

## Népesség
A település népességének változása:
| Lakosok száma | 2609 | 2609 | 2652 | 2678 | 2730 |
|               | 2017 | 2019 | 2021 | 2022 | 2023 |